# Manzanilla (DO)
Pour les articles homonymes, voir Manzanilla.

Situation de la DO Manzanilla-Sanlúcar de Barrameda

Le manzanilla de Sanlúcar de Barrameda est un vin espagnol du vignoble d'Andalousie. Il est sous le contrôle d'un équivalent espagnol de l'AOC, la Denominación de Origen Manzanilla-Sanlúcar de Barrameda.

## Histoire

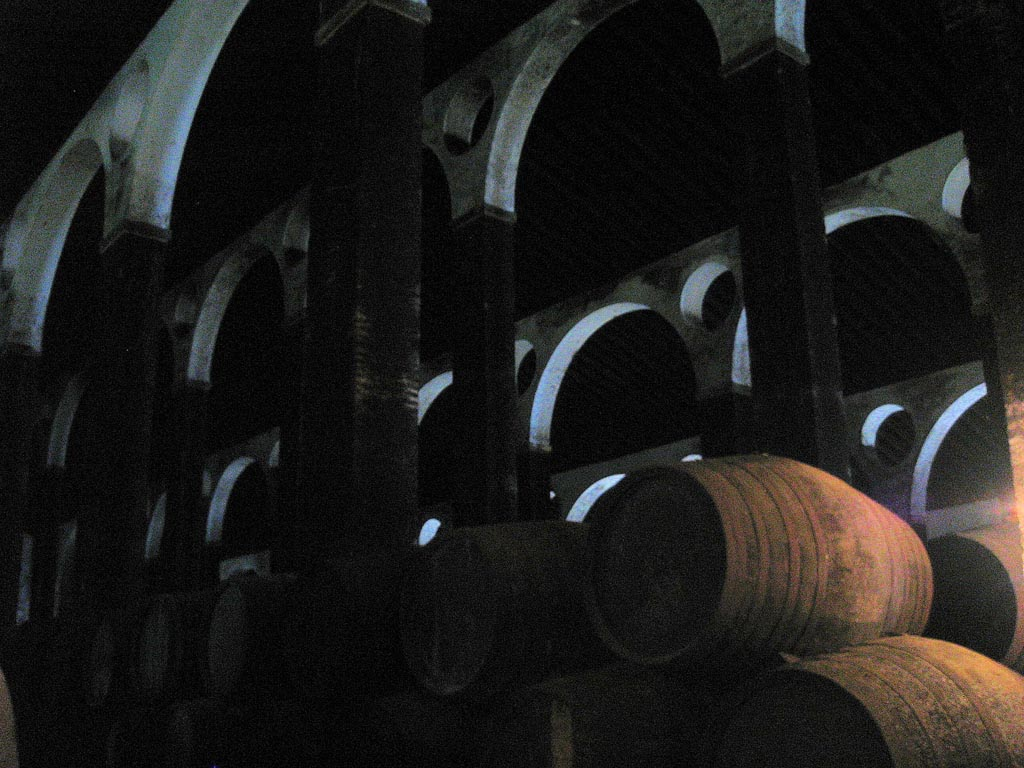
solera de vieillissement à Sanlúcar de Barrameda.

### Géologie et orographie

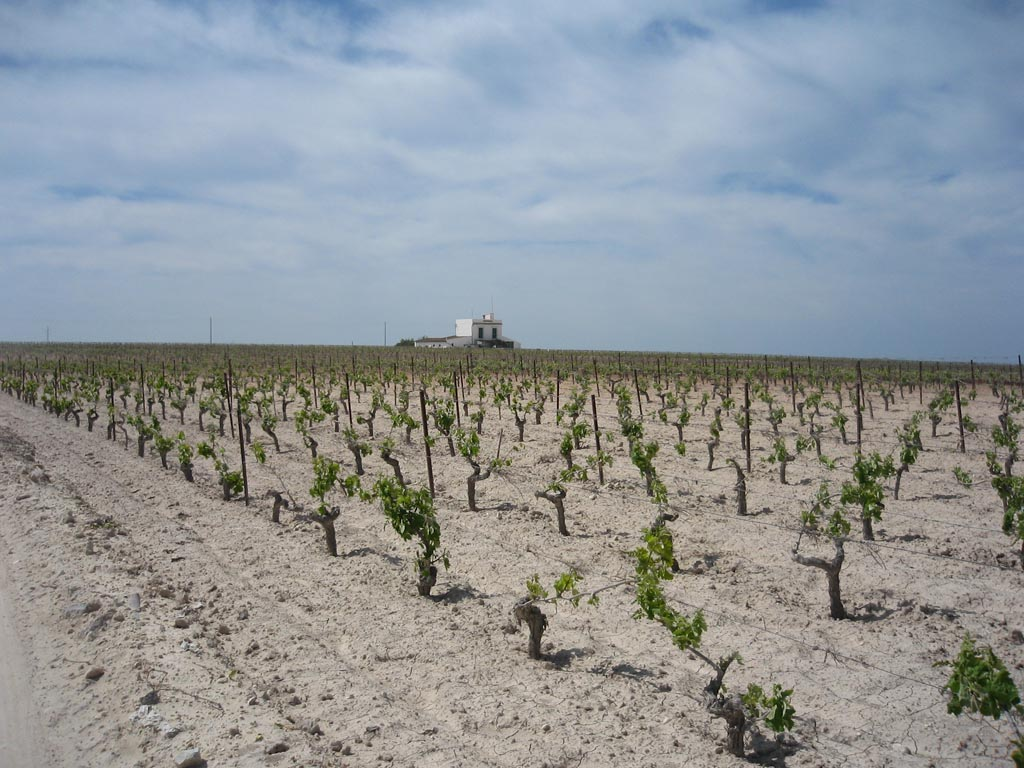
Vigne sur albariza, le sol crayeux typique de l'appellation

## Le vignoble

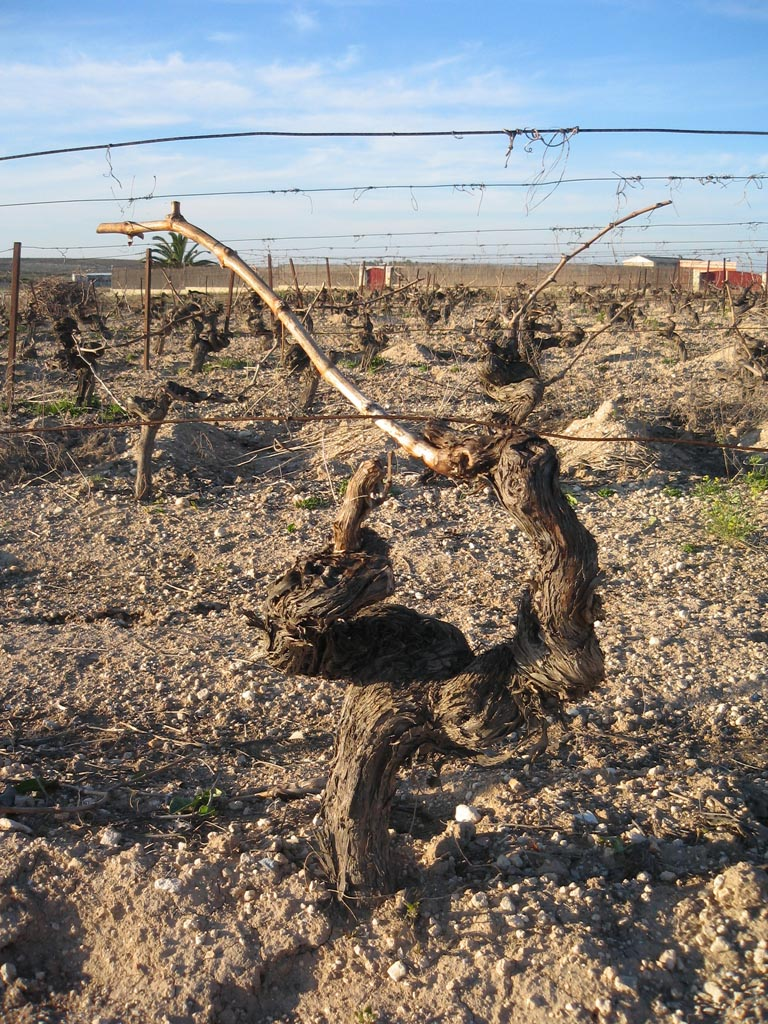
Vieux cep taillé.
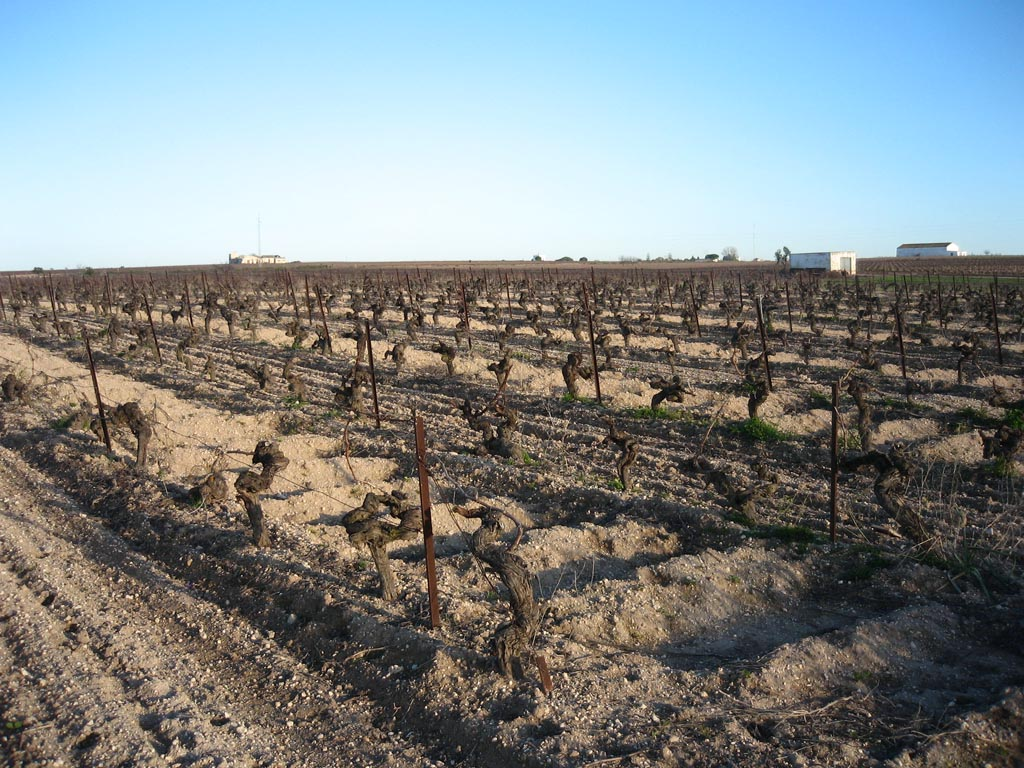
Vigne en hiver.
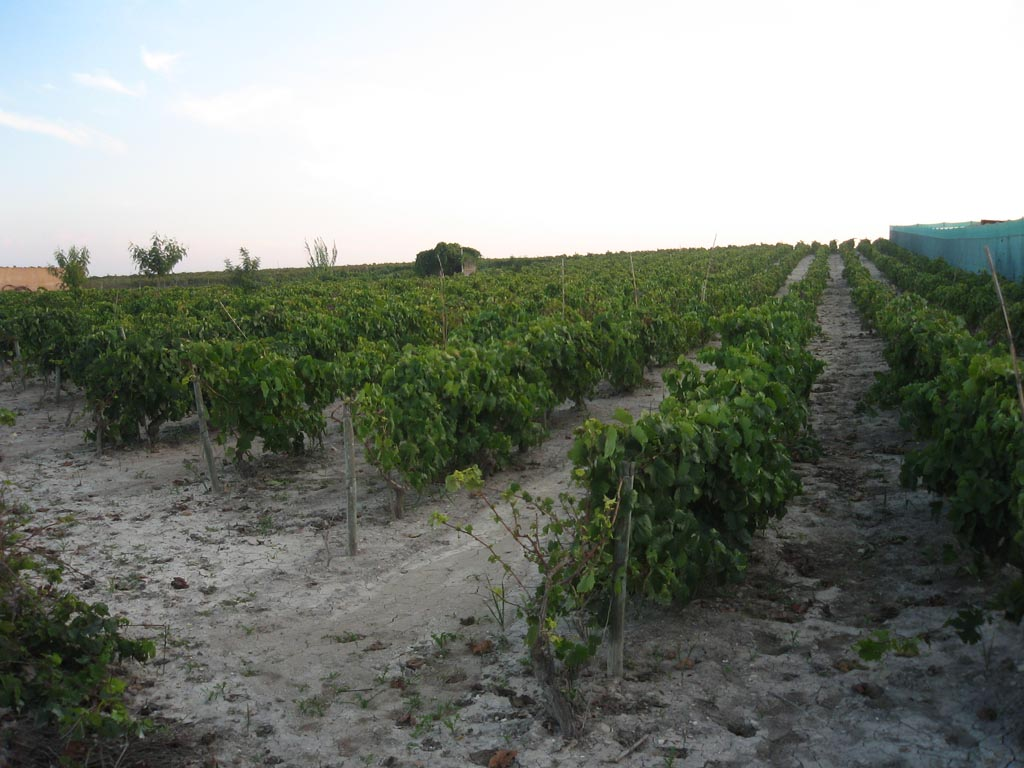
Vigne en été.
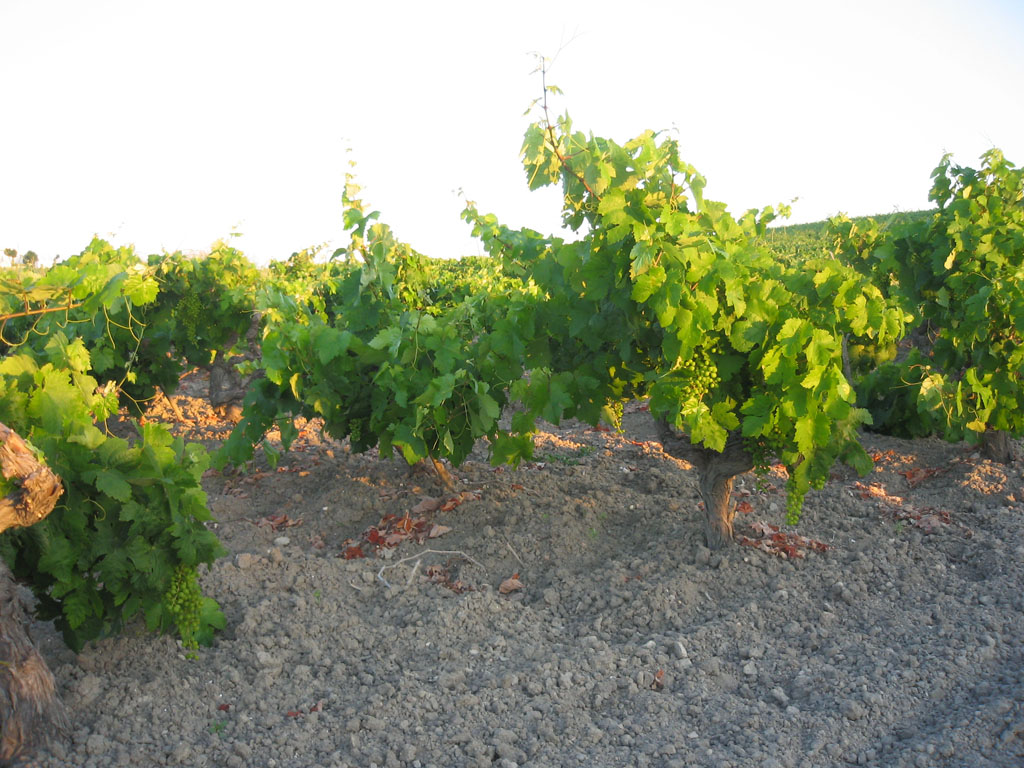
Raisin en cours de maturation.

## Le vin
Il s'agit d'un vin de voile très pâle, piquant, léger au palais, sec et peu acide. Sa teneur en alcool, variant auparavant entre 15,5 et 17 %, a été fixée à 15 degrés. C'est de ce fait le plus léger des vins de Jerez. Il est surtout bu comme vin d'apéritif.
Il y en a principalement deux variétés : le manzanilla fina (fin) et le manzanilla pasada (passé). C'est, avec le vino fino, le vin typique des ferias andalouses. Cependant, ces dernières années le rebujito s'est imposé comme boisson typique des ferias, mélange de manzanilla et de limonade gazeuse.

### Sources
- (es) Cet article est partiellement ou en totalité issu de l’article de Wikipédia en espagnol intitulé « Manzanilla (vino) » (voir la liste des auteurs).